# MTV Stuttgart

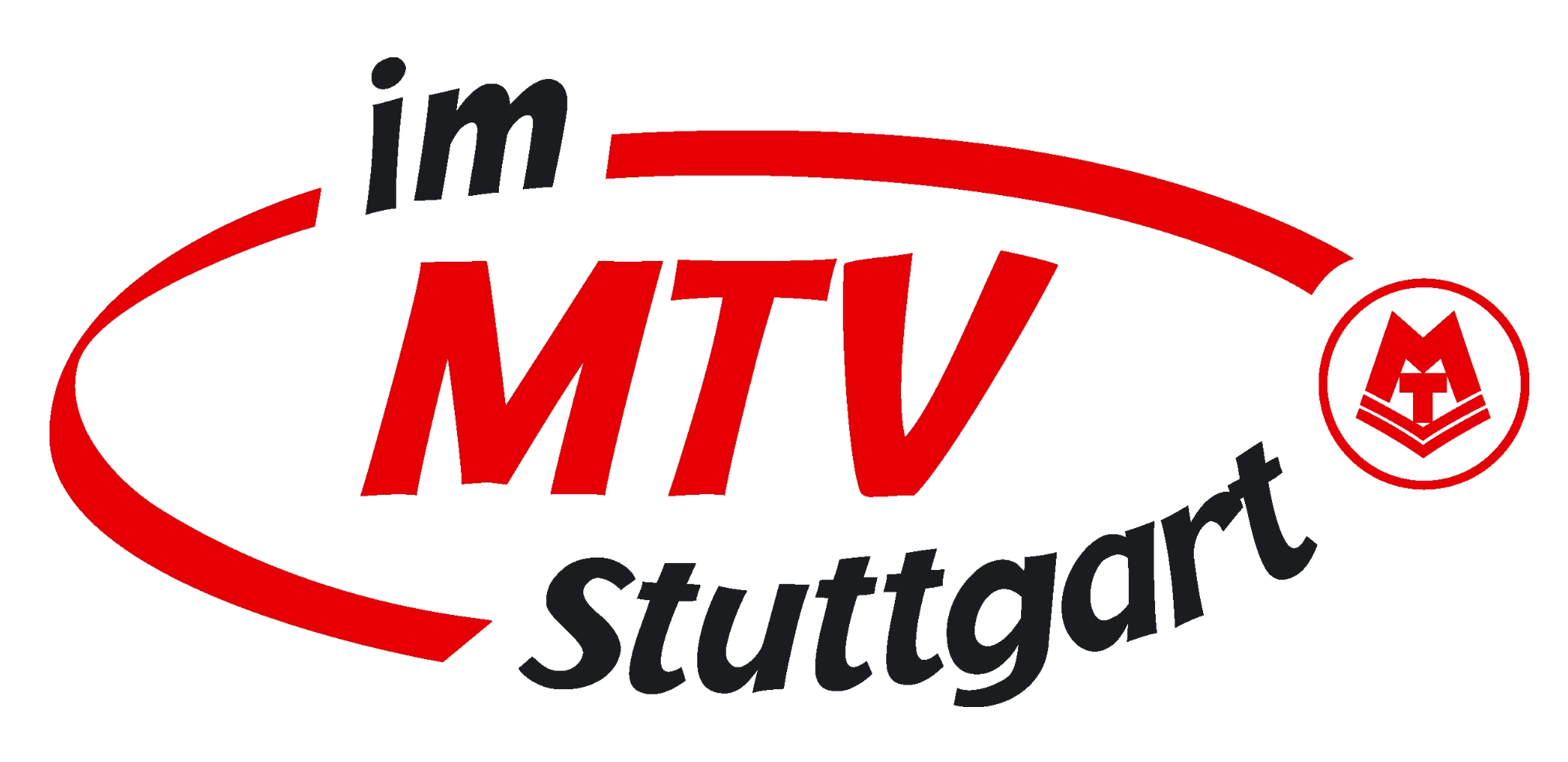
Ein Team im MTV Stuttgart

Der MTV Stuttgart 1843 e. V. (gegründet 1843 als Männerturnverein Stuttgart) ist einer der größten Sportvereine in Stuttgart. Der Verein bietet seinen (Stand: März 2024) ca. 8900 Mitgliedern ein breites Spektrum an Sportarten, Fitness- und Gesundheitsangeboten. Der MTV Stuttgart betreibt zwei Anlagen (Sportanlage Kräherwald und Sportanlage „Motiv“), verfügt über sechs eigene Sporthallen, sechs Sportplätze, ein Fitness-Studio sowie ein beheiztes Freibad mit Saunalandschaft und eine Gaststätte.

## Kunstturnen
1885 gewann der vereinsangehörige Ludwig bzw. Louis Jennewein die zweite Austragung des Deutschen Turnfestes. Beim Deutschen Turnfest 1928 wurde Emil Preiss Deutscher Meister im Mehrkampf.
Bekannte Turner waren zudem die mehrfachen Deutschen Meister Erich und Theo Wied.
Heute gehen Turnteams des MTV Stuttgart in der Deutschen Turnliga (DTL) an den Start. Die Frauenmannschaft mit Turnerinnen wie Kim Bui, Marie-Sophie Hindermann, Elisabeth Seitz und Tabea Alt holte 2007, 2009, 2010 und von 2012 bis 2023 den deutschen Meistertitel, 2007 und 2009 noch als Teil des 2006 gegründeten Turnteams Stuttgart-Ulm. Das Männerteam ging 2010 aus der Württembergischen Kunstturnvereinigung (WKTV) hervor, die zwischen 1987 und 2002 sieben Mal die deutsche Meisterschaft gewann. Im Jahr 2014 holte das Team um Thomas Andergassen und Sebastian Krimmer den deutschen Meistertitel. In den folgenden Jahren konnte man an diese Erfolge nicht mehr anknüpfen. Im September 2018 gab der Verein den Rückzug des Männerteams aus der DTL bekannt.

## Volleyball
Die Volleyballabteilung des MTV Stuttgart kooperierte seit April 2007 im Jugendleistungsbereich der Frauen mit dem TSV Georgii-Allianz Stuttgart unter dem Namen VC Stuttgart. Der Breitensport wurde weiterhin im MTV praktiziert. Im Jahr 2013 übernahm der MTV aus wirtschaftlichen Gründen die 140 Mitglieder und das Personal des VC. Dazu wurde eine Volleyballakademie aufgebaut. Die Gründung erfolgte parallel mit der Errichtung eines Bundesstützpunktes des Deutschen Volleyball-Verbandes in Stuttgart.
Die erste und die zweite Frauenmannschaft spielen unter dem Teamnamen Allianz MTV Stuttgart in der 1. Volleyball-Bundesliga bzw. in der 2. Bundesliga Süd. Auch das Beachvolleyball-Duo Karla Borger/Britta Büthe spielte für den MTV Stuttgart. Zudem gibt es zahlreiche Freizeitmannschaften.

## Basketball
Die Geschichte der Basketballabteilung des MTV Stuttgart 1843 e. V. ist eine Geschichte zweier Vereine, die des MTV Stuttgart und die des EK Stuttgart (Eichenkreuz Stuttgart).
Im Jahre 1997 fiel der Basketball des MTV in eine tiefe Krise. Es gab keine Leitung mehr, keine Trainer mehr und kaum noch gemeldete Mannschaften. Die Männer- und die Frauenmannschaft spielten in der Kreisliga und es gab keinerlei Perspektiven.
Zur gleichen Zeit gab es bei dem anderen Stuttgarter Innenstadtverein, dem EK Stuttgart, eine etwas andere, aber nicht zufriedenstellendere Situation. Der EK war mit der Männermannschaft in die Regionalliga aufgestiegen und hatte seitens des Hauptvereins keine Unterstützung bezüglich dieses Projekts. In der Jugend bot sich ein ähnliches Bild wie beim MTV: Kaum Trainer, kaum Jugendliche und die Situation wurde immer schlechter.
So entschieden sich die beiden Vereine sich zusammenzuschließen. Der gesamte EK Stuttgart Basketball wechselte geschlossen zum MTV Stuttgart. Es folgte eine kontinuierliche Aufbauarbeit unter Abteilungsleiter Eberhardt Dieter. Im Jugendbereich konnten wieder alle Altersklassen besetzt werden. In der Saison 2006/07 trat man mit vier Männermannschaften an.
Die erste Männermannschaft stieg 2005 nach vielen Regionalligajahren in die 2. Basketball-Bundesliga auf, musste aber ein Jahr später aus technischen Gründen wieder zurück in die Regionalliga Südwest-Süd.
Die erste Mannschaft der Männer spielt in der Saison 2022/23 in der Regionalliga, die erste Damenmannschaft in der 2. Bundesliga.
Die Heimspiele der Mannschaften finden in der Sporthalle West in Stuttgart-West statt.

## Handball
Die Handballabteilung des MTV Stuttgart wurde 1920 gegründet.

## Tischtennis
Die Herrenmannschaft der Tischtennisabteilung spielte von 1958 bis 1960 in der Oberliga, der damals höchsten deutschen Spielklasse.
Die Frauenmannschaft gehörte 1972 zu den Gründungsmitgliedern der Tischtennis-Bundesliga. Von 1982 bis 1987 war sie wieder in der 1. Bundesliga vertreten. Danach wurde die Mannschaft in die 2. Bundesliga zurückgezogen. Bekannteste Spielerin war Judith Stumper. Nach einem weiteren Abstieg erfolgte 1994 der Wiederaufstieg in die 2. Bundesliga, wo das Team bis 1998 vertreten war.
In der Saison 2012/13 spielte die Frauenmannschaft in der Bezirksliga, die 1. Männermannschaft in der Kreisklasse A.

## Fußball
1944/45 wurde die Mannschaft der Gauliga Württemberg, Staffel 3 zugeteilt und traf dort auf Mannschaften wie den VfB Stuttgart oder dem SSV Reutlingen 05. Bei Abbruch des Spielbetriebes am 18. März 1945 hatte der MTV Stuttgart lediglich vier Spiele absolviert.
In der Saison 1987/88 spielte die 1. Männermannschaft das erste Mal in der Bezirksliga, seit der Saison 2023/24 in der Landesliga. Die Frauenmannschaft ist in der Regionenliga aktiv.
Die Jugend ist in der Fußballakademie des MTV organisiert, die mit über 600 Spielern zu den größten Jugend-Fußballabteilungen Deutschlands zählt und mit dem VfB Stuttgart eine enge Kooperation pflegt (Talentsichtung und -förderung).
Die Blindenfußball-Mannschaft hat unter der Leitung von Trainer Ulrich Pfisterer, der gleichzeitig Trainer der deutschen Blindenfußball-Nationalmannschaft ist, in den Spielzeiten 2009 bis 2011 sowie 2013, 2014, 2018 und 2020 jeweils den ersten Platz in der Blindenfußball-Bundesliga erreicht und führt die ewige Tabelle der Liga an.

## Leichtathletik
Die Leichtathletikabteilung des MTV Stuttgart befasst sich hauptsächlich mit der Förderung von jungen Talenten und hat schon Spitzenathleten wie den Kugelstoßer Sven Eric Hahn hervorgebracht.